# Савчук Борис Петрович
Бори́с Петро́вич Савчу́к нар.14 жовтня 1962 Дубно Ровенська область (нині Україна) — український історик, педагог, доктор історичних наук, професор кафедри історіографії та джерелознавства та професор кафедри педагогіки та освітнього менеджменту імені Богдана Ступарика ПНУ ім. Василя Стефаника,

## Біографія
Народився Борис Савчук 14 жовтня 1962 року в місті Дубно, Ровенська область (нині Україна).
Закінчив Луцький державний педагогічний інститут імені Лесі Українки (тепер Східноєвропейський національний університет імені Лесі Українки) в 1984 році за спеціальністю вчитель історії.
1991 року успішно захистив кандидатську дисертацію на тему: «Роль громадських організацій в підготовці молоді до військової служби. 80-ті роки (на матеріалах західних областей України)».
1999 року захистив докторську дисертацію на тему: "Українські громадські організації в суспільному житті Галичини (остання третина ХІХ ст. — кінець 30-х років XX ст.)
2002 року отримав вчене звання професора кафедри історіографії та джерелознавства ПНУ ім. Василя СтефаникаЗ 2006 року працює на кафедрі педагогіки імені Богдана Ступарика
Член редакційної комісії наукового культурно-просвітнього краєзнавчого часопису «Галичина» Працаює на кафедрі педагогіки ПНУ ім. Василя Стефаника

## Нагороди
- Україна Грамота МОН України[2][1]
- Україна Відзнака Івано-Франківської ОДА «Кращий науковець року»[2]